# Pipa (brinquedo)

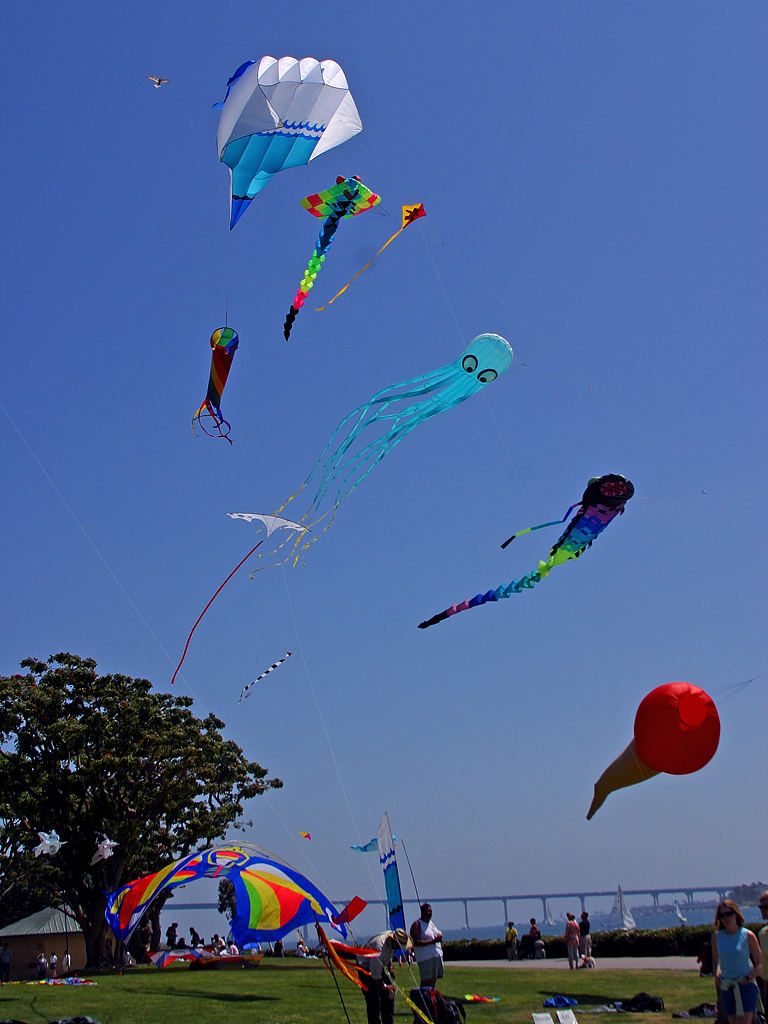
Pipas ou papagaios

A pipa (português brasileiro) ou papagaio (português europeu), também chamada pandorga ou raia, é um brinquedo que voa baseado na oposição entre a força do vento e a da corda segurada pelo operador.
É composta de papel que tem a função de asa, sustentando o brinquedo. Conforme o modelo pode contar com uma rabiola que pode ser de sacola, que é um adereço preso na parte inferior para proporcionar estabilidade, aerodinâmica e equilíbrio.
É um dos brinquedos mais utilizados por crianças, adolescentes e até adultos. Na maiorias das vezes, não há um local apropriado para a prática desta brincadeira.

## Outras designações
No Brasil, a pipa (como é chamada no Rio de Janeiro) também recebe os nomes de cafifa (em Niterói), arraia, morcego, lebreque, bebeu, coruja, tapioca (em várias partes do estado do Rio de Janeiro), papagaio, curica , cângula, jamanta, casqueta, cometa, chambeta (no estado de São Paulo), quadrado (no Paraná), pandorga (no Rio Grande do Sul e Santa Catarina), barril, estilão, pião, bolacha (na Bahia) e pepeta (em estados como Acre e Amazonas).
Em Portugal é designado papagaio ou papagaio de papel e, em algumas zonas do norte do país, estrela. No arquipélago da Madeira é conhecido como joeira.

### Pipa x arraia
Muito populares nos subúrbios da cidade do Rio de Janeiro, são chamadas de pipas propriamente ditas aquelas em formato de pentágono, com cabresto triangular e rabiola. Já as arraias não possuem rabiola, e são mais comuns em Niterói.

## História
As pipas nasceram na China antiga. Sabe-se que por volta do ano 1 200 a.C. foram utilizadas como dispositivo de sinalização militar. Os movimentos e as cores das pipas eram mensagens transmitidas à distância entre destacamentos militares.
O político e inventor norte-americano Benjamin Franklin utilizou uma pipa para investigar e inventar o para-raios. Hoje, a pipa mantém a sua popularidade entre  crianças de todas as culturas.

## Cerol
O cerol é uma mistura cortante de pó de vidro e cola de madeira utilizado na linha da pipa com o objetivo de cortar a linha de outra pipa oponente. Acidentes fatais relacionado com o cerol ocorrem em áreas onde existe a prática com aeronaves, pedestres, ciclistas, motociclistas e paraquedistas que eventualmente tenham contato com a linha.

## Galeria

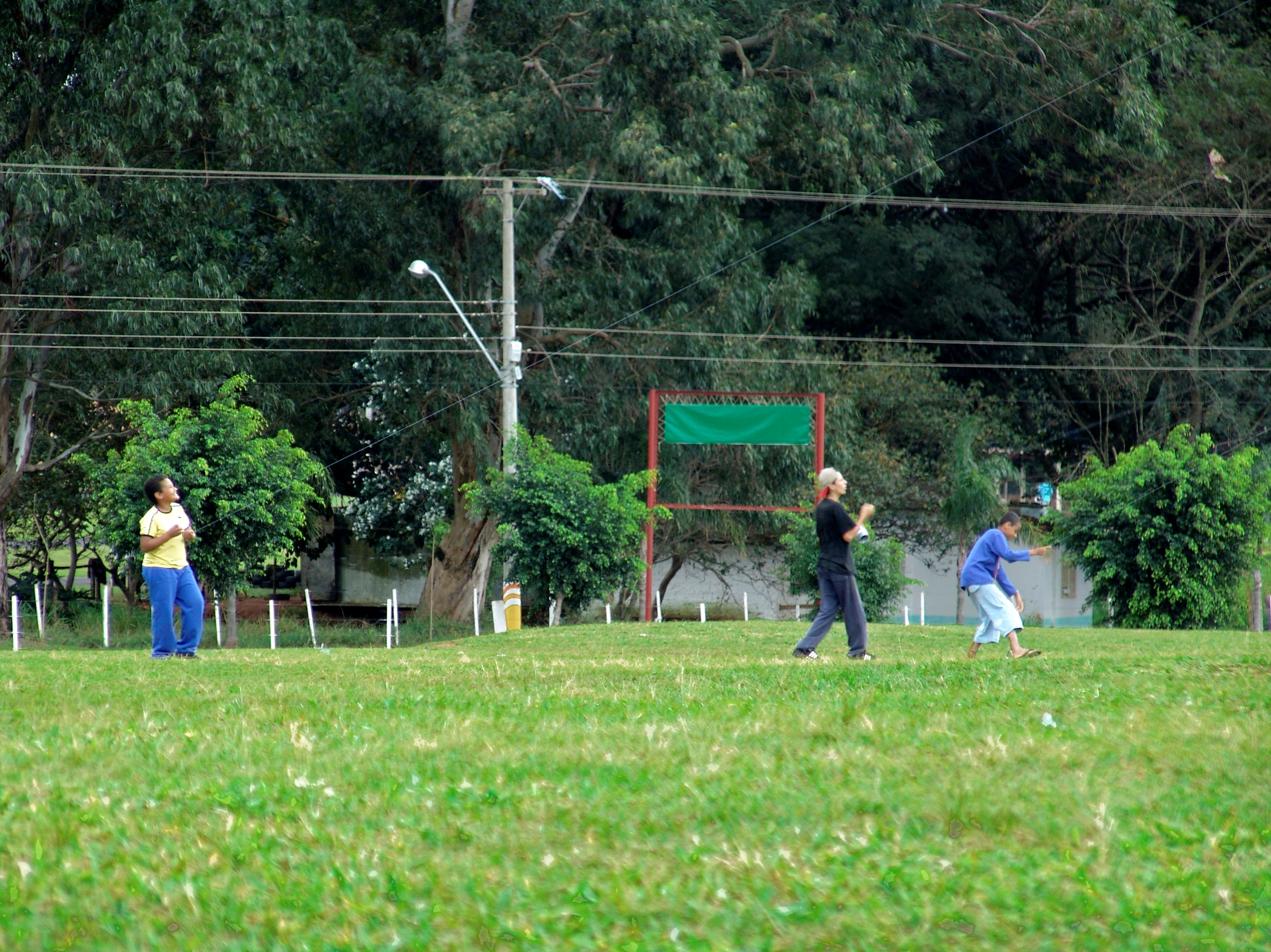
Crianças empinando pipas
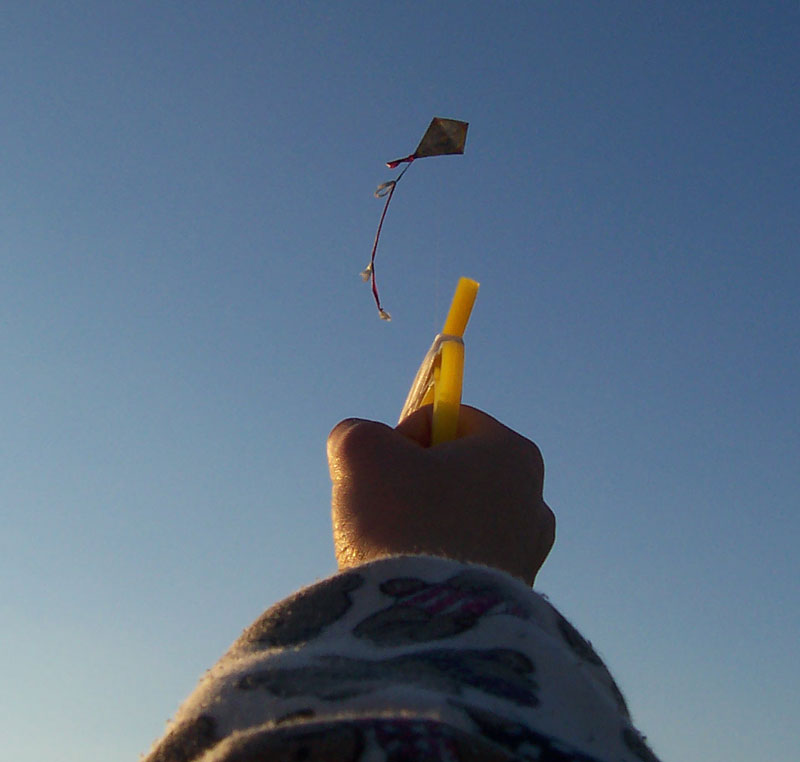
Empinar uma pipa
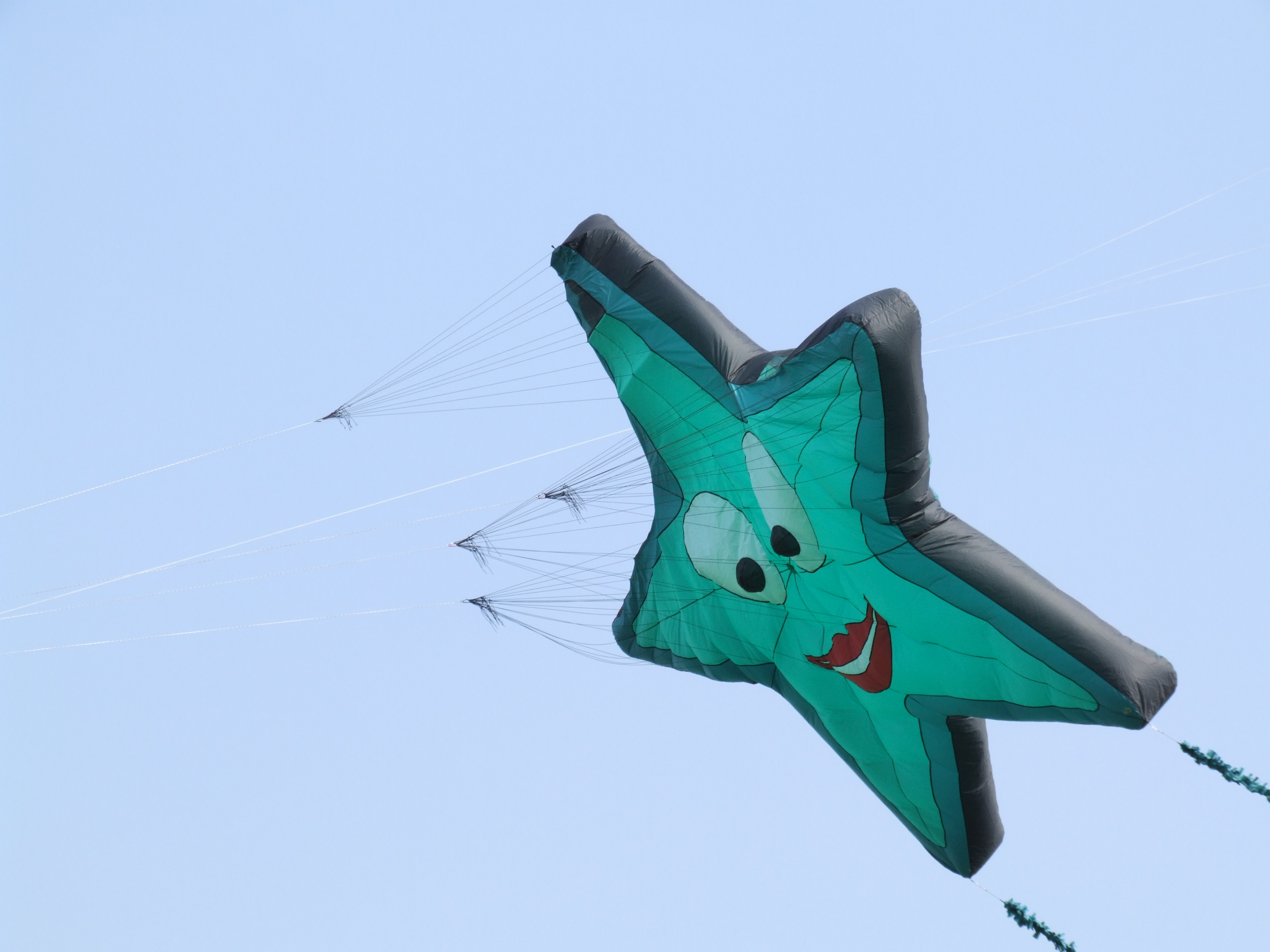

## Tipos de pipas
- Suru — pipa que não tem rabiola e também em sua fabricação só utiliza duas taletas (varetas) em forma de cruz e é totalmente encapada.
- Raia — não utiliza rabiola e tem formato de losango.
- Cafifa — espécie de raia, muito parecido com a pipa.
- Peixinho — raia pequena com rabiola
- Capucheta — pipa feita de uma única folha de jornal e sem varetas;[3] a rabiola também é feita de jornal. Com algumas dobraduras e com a linha amarrada nos dois lados da dobradura, formando um triângulo, ou delta, ao centro por onde é empinado.